# مایکل بی
مایکل بنجامین بِی (به انگلیسی: Michael Benjamin Bay) (زاده ۱۷ فوریه ۱۹۶۵) کارگردان و تهیه‌کننده فیلم آمریکایی است. او بیشتر به خاطر ساخت فیلم‌های اکشن با بودجه کلان شناخته شده‌است، و استفاده گسترده از جلوه‌های ویژه، از جمله نمایش‌های مکرر انفجارها که در آثار او دیده می‌شود. فیلم‌هایی که او تولید و کارگردانی کرده‌است، شامل آرماگدون (۱۹۹۸)، پرل هاربر (۲۰۰۱) و مجموعه فیلم‌های تبدیل‌شوندگان (۲۰۰۷–اکنون)، که بیش از ۷٫۸ میلیارد دلار در سرتاسر جهان فروخته‌است و او را به یکی از موفق‌ترین کارگردانان تجاری تاریخ تبدیل کرده‌است. با وجود موفقیت تجاری او در باکس آفیس، آثار بای عموماً مورد توجه منتقدان سینمایی قرار نمی‌گیرند.

## فیلم‌شناسی

### آثار کارگردانی در سینما
| سال  | عنوان                            | تهیه کننده                                           | نویسندگان                                      | استودیو                                    | بودجه           | باکس آفیس          |
| ---- | -------------------------------- | ---------------------------------------------------- | ---------------------------------------------- | ------------------------------------------ | --------------- | ------------------ |
| ۱۹۹۵ | پسران بد                         | جری بروکهایمر و دن سیمپسون                           | جیم مال هولند داگ ریچاردسون جرج گالو مایکل بری | کلمبیا پیکچرز                              | ۱۹ میلیون دلار  | ۱۴۱٫۴ میلیون دلار  |
| ۱۹۹۶ | صخره                             | جری بروکهایمر و دن سیمپسون                           | دیوید ویسبرگ داگلاس. اس کوک                    | هالیوود پیکچرز استودیو سینمایی والت دیزنی  | ۷۵ میلیون دلار  | ۳۳۵٫۱ میلیون دلار  |
| ۱۹۹۸ | آرماگدون                         | جری بروکهایمر گیل آن هارد                            | تونی گیلروی رلبرت روی پول جی. جی. آبرامز       | تاچ‌استون پیکچرز استودیو سینمایی والت دیزنی | ۱۴۰ میلیون دلار | ۵۵۳٫۷ میلیون دلار  |
| ۲۰۰۱ | پرل هاربر                        | جری بروکهایمر                                        | رندل والاس                                     | تاچ‌استون پیکچرز استودیو سینمایی والت دیزنی | ۱۴۰ میلیون دلار | ۴۴۹٫۲ میلیون دلار  |
| ۲۰۰۳ | پسران بد ۲                       | جری بروکهایمر                                        | ران شلتون جری استاهل                           | کلمبیا پیکچرز                              | ۱۳۰ میلیون دلار | ۲۷۳٫۳ میلیون دلار  |
| ۲۰۰۵ | جزیره                            | یان برایس والتر پارکس                                | الکس کورتزمن روبرتو ارسی                       | دریم‌ورکس برادران وارنر                     | ۱۲۶ میلیون دلار | ۱۶۲٫۹ میلیون دلار  |
| ۲۰۰۷ | تبدیل‌شوندگان                     | دن مورفی تام دی‌سانتو لورنزو دی بوناونتورا یان برایس  | الکس کورتزمن روبرتو ارسی                       | دریم ورکس پارامونت پیکچرز                  | ۱۵۰ میلیون دلار | ۷۰۹٫۷ میلیون دلار  |
| ۲۰۰۹ | تبدیل‌شوندگان: انتقام شکست‌خوردگان | دن مورفی تام دی‌سانتو لورنزو دی بوناونتورا یان برایس  | الکس کورتزمن روبرتو ارسی ایرن کروگر            | دریم ورکس پارامونت پیکچرز                  | ۲۰۰ میلیون دلار | ۸۳۶٫۳ میلیون دلار  |
| ۲۰۱۱ | تبدیل‌شوندگان: نیمه تاریک ماه     | دن مورفی تام دی‌سانتو لورنزو دی بوناونتورا یان برایس  | ایرن کروگر                                     | پارامونت پیکچرز                            | ۱۹۵ میلیون دلار | ۱٫۱۲۴ میلیارد دلار |
| ۲۰۱۳ | رنج و گنج                        | دونالد دی لاین یان برایس                             | کریستوفر مارکوس و استیون مک‌فیلی                | پارامونت پیکچرز                            | ۲۶ میلیون دلار  | ۹۶٫۲ میلیون دلار   |
| ۲۰۱۴ | تبدیل‌شوندگان: عصر انقراض         | دن مورفی تام دی سانتو لورنزو دی بوناونتورا یان برایس | ایرن کروگر                                     | پارامونت پیکچرز                            | ۲۱۰ میلیون دلار | ۱٫۱۰۴ میلیارد دلار |
| ۲۰۱۶ | ۱۳ ساعت: سربازان مخفی بنغازی     | اروین استاف                                          | چاک هوگان                                      | پارامونت پیکچرز                            | ۵۰ میلیون دلار  | ۶۷ میلیون دلار     |
| ۲۰۱۷ | تبدیل‌شوندگان: آخرین شوالیه       | تام دی سانتو دن مورفی لورنزو دی بوناونتورا یان برایس | آرت مارکوم مت هالووی آکیوا گلدزمن کن نولان     | پارامونت پیکچرز                            | ۲۱۷ میلیون دلار | ۶۰۵ میلیون دلار    |
| ۲۰۱۹ | شش زیرزمینی                      | دیوید الیسون مایکل بی دان گرینجر رایان رینولدز       | رت ریس پال ورنیک                               | نتفلیکس                                    | ۱۵۰ میلیون دلار |                    |
| ۲۰۲۲ | آمبولانس                         | مایکل بی کریس فداک                                   | جیمز وندربیلت بردلی جی فیشر وین شرک یان برایس  | یونیورسال پیکچرز                           |                 |                    |

### آثار تهیه‌کنندگی در سینما
- کشتار با اره‌برقی در تگزاس (۲۰۰۳)
- وحشت در آمیتی‌ویل (۲۰۰۵)
- کشتار با اره‌برقی در تگزاس: سرآغاز (۲۰۰۶)
- بین‌راهی (۲۰۰۷)
- متولدنشده (۲۰۰۹)
- جمعه سیزدهم (۲۰۰۹)
- اسب‌سوار (۲۰۰۹)
- کابوس در خیابان الم (۲۰۱۰)
- من شماره چهار هستم (۲۰۱۱)
- پاکسازی (۲۰۱۳)
- پاکسازی: هرج و مرج (۲۰۱۴)
- لاک‌پشت‌های نینجا (۲۰۱۴)
- ویجا (۲۰۱۴)
- پروژه سالنامه (۲۰۱۵)
- لاک‌پشت‌های نینجا: خارج از سایه‌ها (۲۰۱۶)
- پاکسازی: سال انتخابات (۲۰۱۶)
- ویجا: خاستگاه شیطان (۲۰۱۶)
- یک مکان ساکت (۲۰۱۸)
- اولین پاکسازی (۲۰۱۸)
- بامبلبی (۲۰۱۸)
- آواز پرنده (۲۰۲۰)
- یک مکان ساکت: بخش ۲ (۲۰۲۱)
- پاکسازی ابدی (۲۰۲۱)
- تبدیل‌شوندگان: ظهور جانوران (۲۰۲۳)
- یک مکان ساکت: روز اول (۲۰۲۴)
- آپارتمان آ-۷ (۲۰۲۴)